# Thomas Gardner (basketballer)
Thomas Earl Gardner (Portland, 8 februari 1985) is een Amerikaans voormalig basketballer.

## Carrière
Gardner speelde van 2003 tot 2006 collegebasketbal voor de Missouri Tigers. Hij werd niet gekozen in de NBA-draft van 2006 en tekende een contract bij RBC Pepinster waar hij het seizoen 2006/07 doorbracht. Hij speelde voor de Chicago Bulls in de NBA Summer League en tekende op 27 september 2007 bij de Chicago Bulls een contract. Hij speelde vier wedstrijden voor de Bulls en op 7 december werd zijn contract ontbonden om plaats te maken voor Demetris Nichols. 
Hij tekende daarop een contract bij het Russische Lokomotiv Rostov en tekende in maart bij de Indios de Mayagüez uit Puerto-Rico. Hij speelde in 2008 in de NBA Summer League voor de Atlanta Hawks en tekende begin augustus een contract bij de Hawks. Hij werd in februari korte tijd uitgeleend aan de Anaheim Arsenal en speelde in totaal 16 reguliere wedstrijden voor de Hawks en drie play-off wedstrijden. 
In 2009 speelde hij in de Summer League voor de Portland Trail Blazers maar wist geen contract te krijgen bij hen maar tekende eind september wel een contract bij de Memphis Grizzlies. Begin oktober echter werd zijn contract bij de Grizzlies alweer ontbonden. Hij tekende voor de rest van het seizoen bij de Antwerp Giants.
Hij speelde de Summer League van 2010 voor de Utah Jazz maar kreeg opnieuw geen contract aangeboden. Hij tekende wel eind september bij de San Antonio Spurs maar werd begin oktober alweer doorgestuurd. Eind oktober kreeg hij een contract bij de Austin Toros waarvoor hij twaalf wedstrijden speelde tot in december toen hij door een blessure geveld werd. Hij werd begin januari 2011 geruild naar de Reno Bighorns voor Eric Boateng maar zag begin maart zijn contract ontbonden worden. Hij speelde het volgende seizoen 2011/12 bij het Mexicaanse Toros de Nuevo Laredo.
Na zijn spelerscarrière werd hij een jeugdcoach in Portland.

## NBA Statistieken

### Regulier seizoen
| Seizoen  | Team          | WG | WS | MPW  | 2P%  | 3P%  | FW%  | RPW | APW | SPW | BPW | PPW |
| -------- | ------------- | -- | -- | ---- | ---- | ---- | ---- | --- | --- | --- | --- | --- |
| 2007/08  | Chicago Bulls | 4  | 0  | 11,3 | 39,1 | 25,0 | 0,0  | 1,0 | 0,3 | 0,0 | 0,0 | 5,3 |
| 2008/09  | Atlanta Hawks | 16 | 0  | 6,1  | 25,0 | 17,4 | 50,0 | 0,4 | 0,1 | 0,3 | 0,1 | 1,5 |
| Carrière | Carrière      | 20 | 0  | 7,1  | 30,5 | 20,0 | 33,3 | 0,6 | 0,2 | 0,2 | 0,1 | 2,3 |

### Play-offs
| Seizoen  | Team          | WG | WS | MPW | 2P%  | 3P%  | FW%   | RPW | APW | SPW | BPW | PPW |
| -------- | ------------- | -- | -- | --- | ---- | ---- | ----- | --- | --- | --- | --- | --- |
| 2008/09  | Atlanta Hawks | 3  | 0  | 6,3 | 38,5 | 50,0 | 100,0 | 0,7 | 0,7 | 0,3 | 0,0 | 4,7 |
| Carrière | Carrière      | 3  | 0  | 6,3 | 38,5 | 50,0 | 100,0 | 0,7 | 0,7 | 0,3 | 0,0 | 4,7 |